# M49 (Groot-Brittannië)
De M49 is een autosnelweg in Engeland nabij de stad Bristol. De weg loopt vanaf afslag 18 van autosnelweg M5 naar afslag 22 van autosnelweg M4 en is de route voor mensen vanuit Zuidwest-Engeland naar Wales en vice versa. Uniek aan deze snelweg is dat deze weg geen afritten heeft en dus alleen via andere snelwegen te bereiken is.
De weg is 8 kilometer lang en loopt in noordelijke richting langs Severn Beach. 
Groot-Brittannië:
M1 · M2 · M3 · M4 · M5 · M6 · M6 Toll · M8 · M9 · M10 · M11 · M18 · M20 · M23 · M25 · M26 · M27 · M32 · M40 · M42 · M45 · M48 · M49 · M50 · M53 · M54 · M55 · M56 · M57 · M58 · M60 · M61 · M62 · M65 · M66 · M67 · M69 · M73 · M74 · M77 · M80 · M90 · M180 · M181 · M271 · M275 · M602 · M606 · M621 · M876 · M898
A1(M) · A3(M) · A38(M) · A48(M) · A57(M) · A58(M) · A64(M) · A66(M) · A74(M) · A167(M) · A194(M) · A308(M) · A329(M) · A404(M) · A601(M) · A627(M) · A823(M)
Noord-Ierland:
M1 · M2 · M3 · M5 · M12 · M22 · A8(M)